# Marcelo Miguel
Marcelo Miguel, född 20 augusti 1975, är en brasiliansk tidigare fotbollsspelare.
I april 1995 blev han uttagen i Brasiliens trupp till U20-världsmästerskapet 1995.